# Діаскоп
Діасќоп (від грец.  — уважно розглядаю, від слів δiα — крізь и ςκοπεο — дивлюсь) — оптичний прилад для перегляду діапозитивів через окуляр за допомогою зовнішнього джерела світла або ж за допомогою вбудованої у діаскоп лампи розжарювання.
Деякі моделі діаскопів (фільмоскопи) мали приставки для перегляду діафільмів чи були призначені тільки для їх перегляду. Різновид діаскопів — стереоскоп.

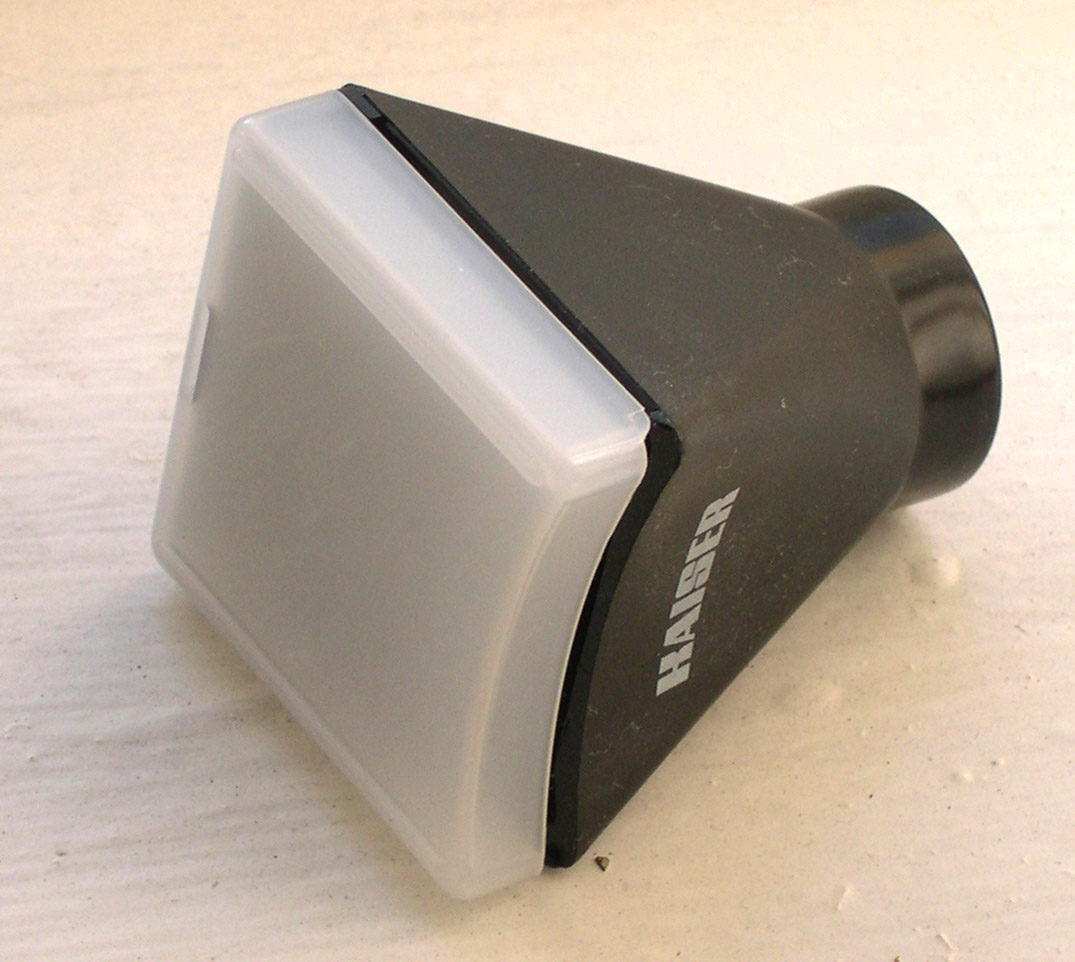
Найпростіший діаскоп
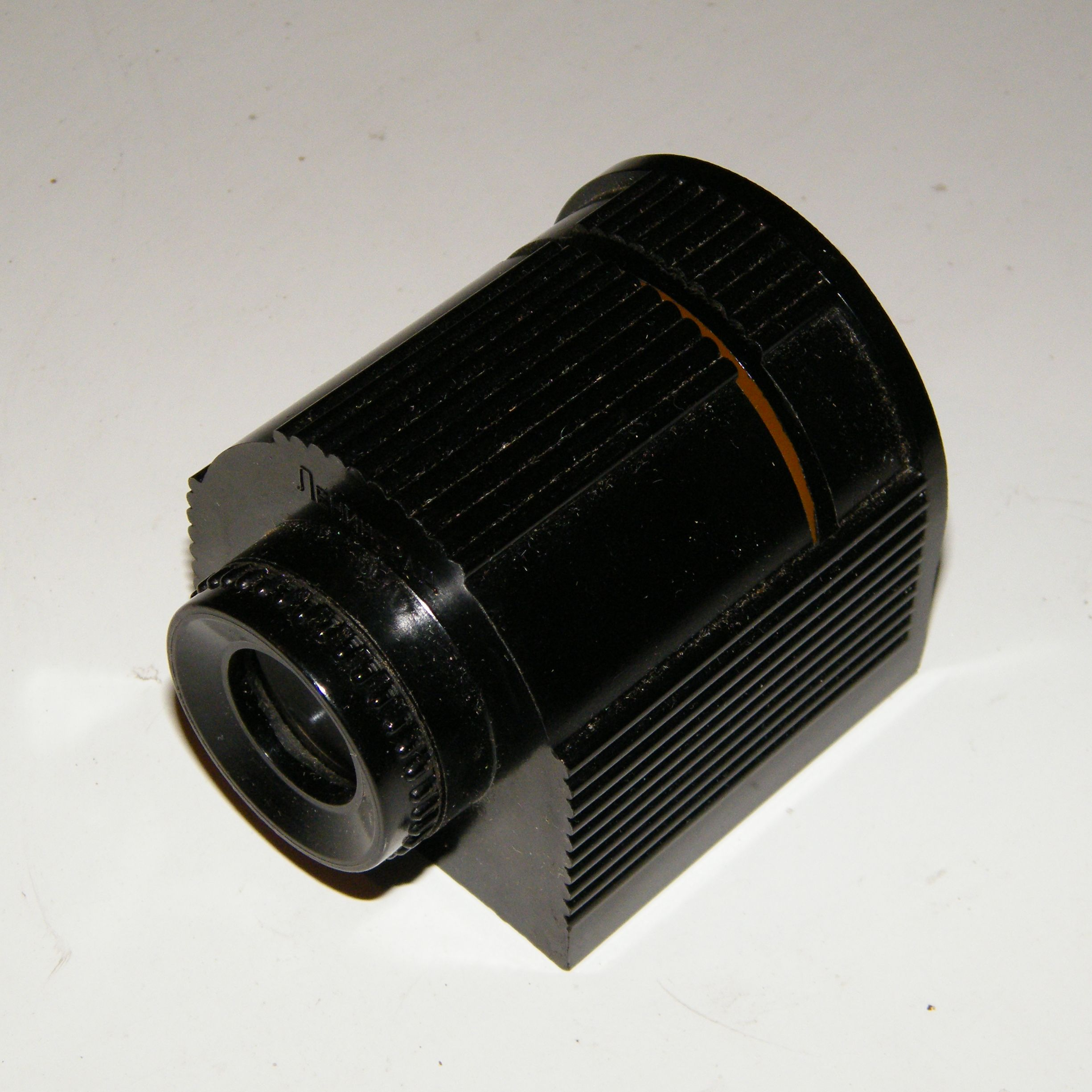
Діаскоп «Ленінград» (1979)
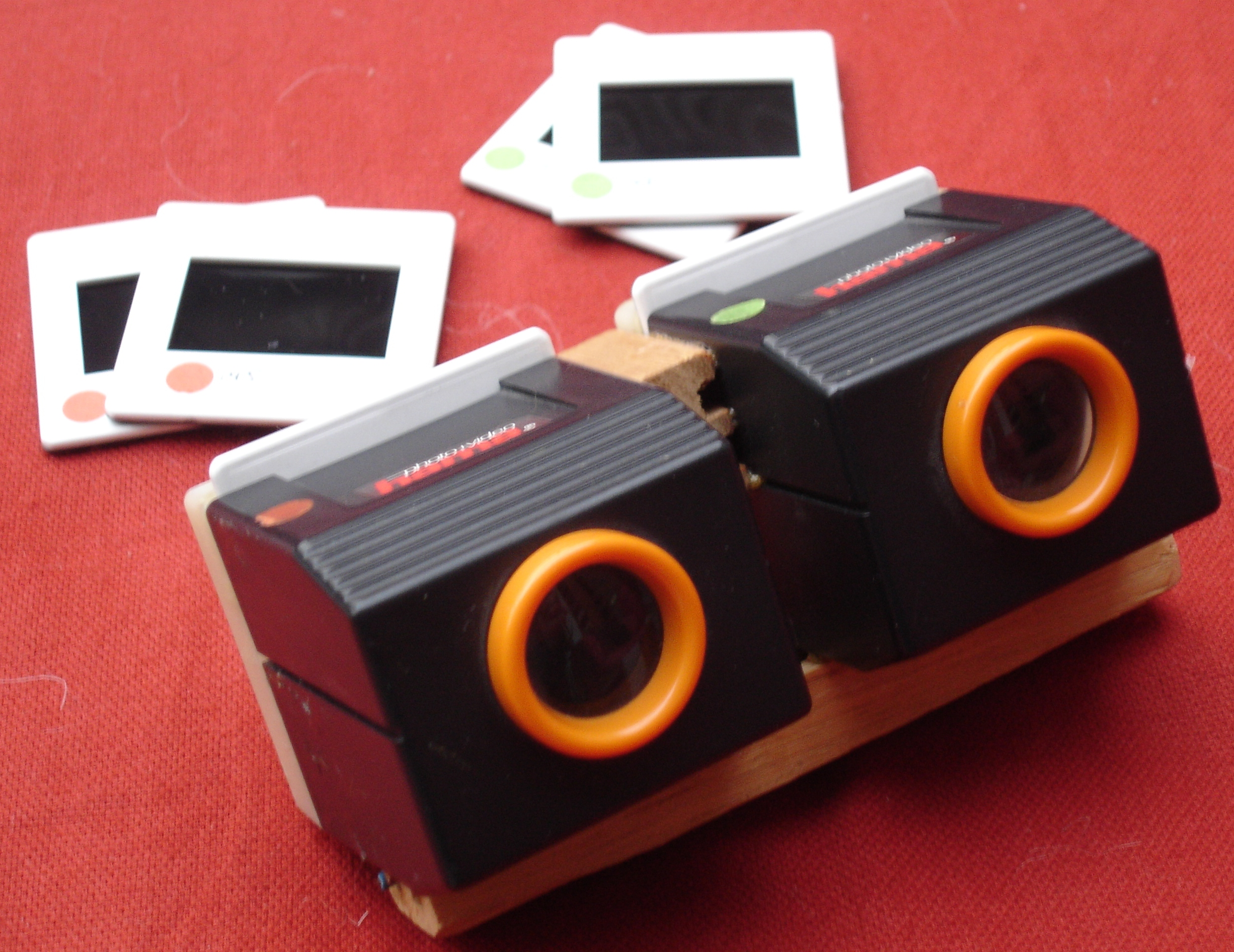
Стереоскоп

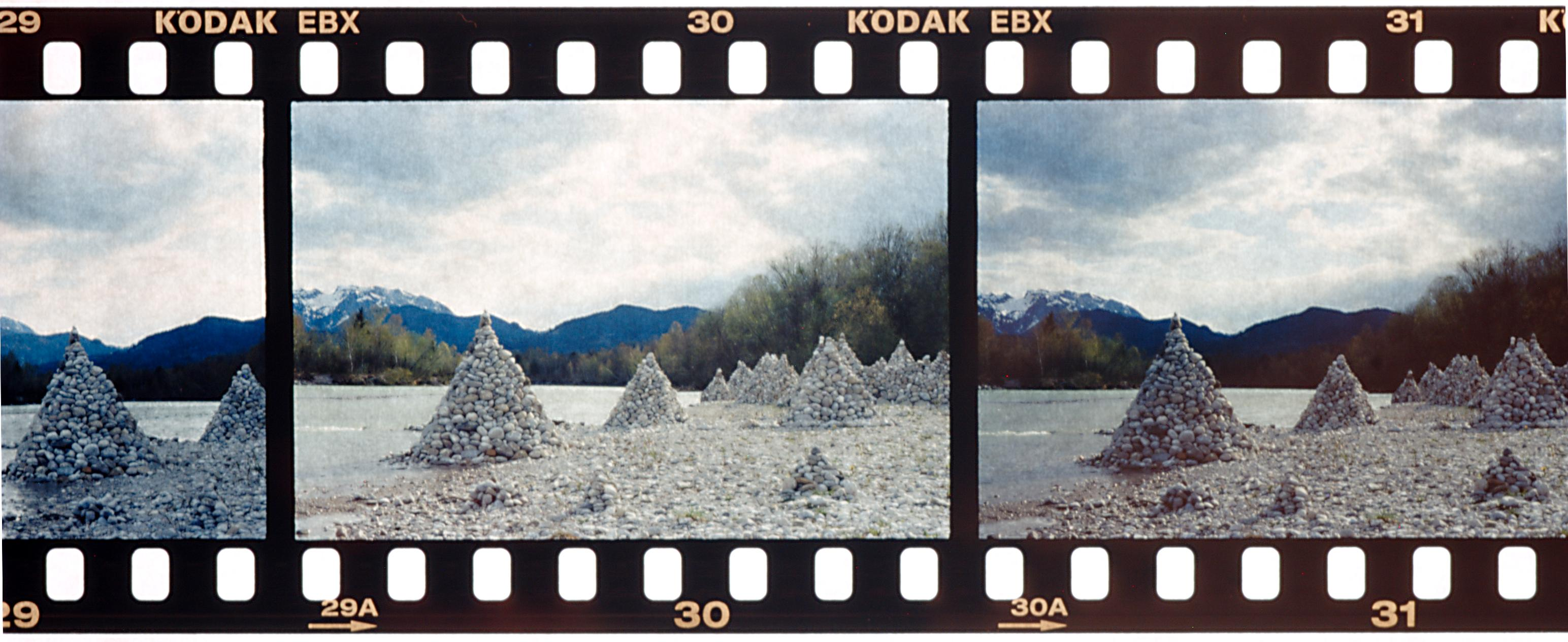
Позитивне зображення, призначене для перегляду
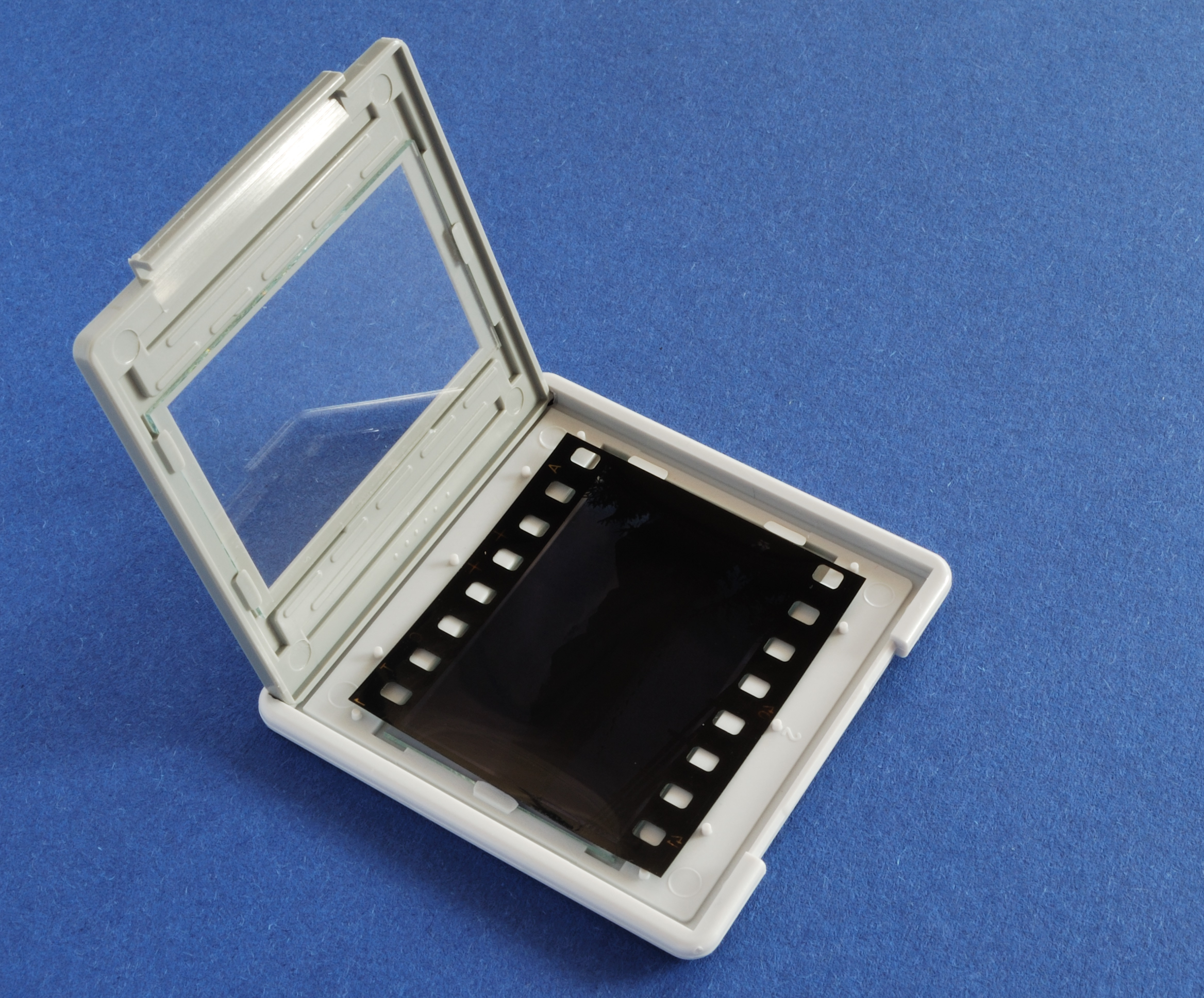
Діапозитивна рамка
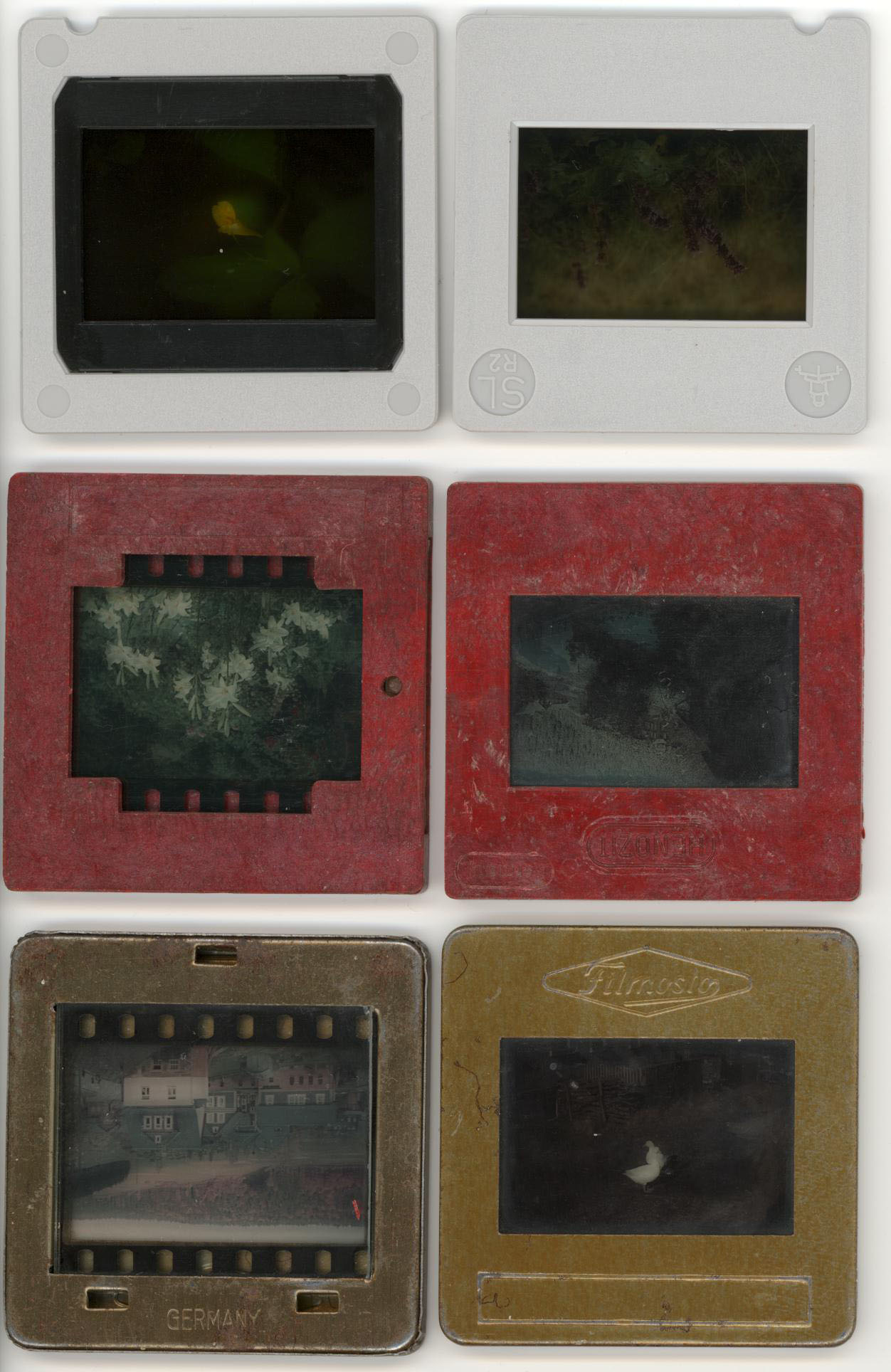
Діапозитивні рамки

## Виноски
1. ↑   Діаскоп. // Українська радянська енциклопедія : у 12 т. / гол. ред. М. П. Бажан ; редкол.: О. К. Антонов та ін. — 2-ге вид. — К. : Головна редакція УРЕ, 1974–1985.